# Lenny Pintor
Pour les articles homonymes, voir Pintor.
Lenny Pintor, né le 5 août 2000 à Sarcelles, est un footballeur français qui évolue au poste d'attaquant au LASK.

## Biographie
Né à Sarcelles dans le Val-d'Oise, Pintor possède des origines martiniquaises,. Le jeune Pintor pratique d'abord assidument la natation — terminant notamment 3e d'un championnat de France de catégorie — avant de commencer le football au club de Saint-Brice-sous-Forêt, dans l'arrondissement de Sarcelles,,.

### Carrière en club
Évoluant avec le Saint-Brice FC des moins de 6 ans au moins de 13 ans, il apparaît alors déjà comme un jeune prometteur, proche d'intégrer l'INF Clairefontaine où il échoue au stade final des sélections, passant ensuite deux ans dans le club de sa ville natale.
Recruté par le SC Bastia en 2015, alors pensionnaire de Ligue 1, il est néanmoins forcé de quitter le club à la suite de sa liquidation en 2017,.
C'est finalement avec Brest que Pintor signe son premier contrat professionnel le 22 août 2017. Il fait ses débuts professionnels à Brest le 15 décembre 2017 lors d'une victoire 4-1 contre l'US Quevilly-Rouen en Ligue 2, à seulement 17 ans,.
À la suite de cette première saison professionnelle, Pintor rejoint l'Olympique Lyonnais de Bruno Génésio en Ligue 1 le 31 août 2018, pour un contrat de cinq ans et un transfert de 5 millions d'euros plus 4 millions de bonus et un pourcentage à la revente,.
Membre régulier des moins de 19 ans en UEFA Youth League et de la réserve en National 2, il fait ses débuts senior à Lyon le 19 octobre 2018, remplaçant Memphis Depay lors d'une victoire 2-0 en Ligue 1 contre le Nîmes Olympique.
Mais après cette première saison à Lyon, c'est à l'ESTAC que Pintor va vraiment s'épanouir en 2019-20, s'intégrant dans la rotation de l'effectif en Ligue 2. La saison suivante, prêté à nouveau chez les aubois, Pintor doit faire face à plusieurs mois d'absence sur blessure, mais parvient encore à se montrer décisif pour le club de Troyes, qui truste alors les premières places du classement, après son rachat par le City Football Group en septembre.
Le 4 août 2022, alors qu'il lui reste encore une année de contrat, l'Olympique lyonnais et l’AS Saint-Étienne s'entendent pour un transfert gratuit. Le club lyonnais conserve toutefois un intéressement de 30 % sur une prochaine vente.
Après une saison moyenne à Saint-Étienne, Pintor part pour l'Autriche et rejoint le LASK Linz le 26 juin 2023 sans indemnité de transfert, même si le club stéphanois garde un pourcentage à la revente.

### Carrière en sélection
International avec l'équipe de France des moins de 17 ans, Pintor participe à la Coupe du monde des moins de 17 ans en 2017. Lors du mondial junior organisé en Inde, il joue trois matchs. Il se met en évidence en étant buteur lors de la défaite 2-1 en huitième contre les espagnols. 
Par la suite, avec les moins de 19 ans, il s'illustre en étant l'auteur d'un doublé contre la Belgique en mars 2018, lors des éliminatoires du championnat d'Europe. Il participe ensuite en juillet 2018 à la phase finale du championnat d'Europe qui se déroule en Finlande. Lors de cette compétition, il joue trois matchs. La France s'incline en demi-finale face à l'Italie.
Il a ensuite participé avec les moins de 20 ans à la Coupe du monde des moins de 20 ans en 2019. Lors de ce mondial organisé en Pologne, il joue trois matchs. La France s'incline en huitièmes de finale face aux États-Unis.

## Style de jeu
Évoluant surtout à l'aile gauche jusqu'à ses débuts à Brest, il est ensuite plus vu comme un avant-centre à Troyes, restant toutefois un attaquant polyvalent qui évolue à tous les postes de l'attaque.
Droitier au profil dribbleur et rapide, il possède des qualités d'élimination remarquées, citant Kingsley Coman et Anthony Martial parmi ses modèles.

## Statistiques
| Saison                | Club                  | Championnat           | Championnat | Championnat | Championnat | Coupe nationale | Coupe nationale | Coupe nationale | Coupe de la Ligue | Coupe de la Ligue | Coupe de la Ligue | Compétition(s) continentale(s) | Compétition(s) continentale(s) | Compétition(s) continentale(s) | Compétition(s) continentale(s) | Total | Total | Total |
| Saison                | Club                  | Division              | M.          | B.          | P.d.        | M.              | B.              | P.d.            | M.                | B.                | P.d.              | Comp.                          | M.                             | B.                             | P.d.                           | M.    | B.    | P.d.  |
| 2017-2018             | Stade brestois 29     | Ligue 2               | 5           | 0           | 1           | -               | -               | -               | -                 | -                 | -                 | -                              | -                              | -                              | -                              | 5     | 0     | 1     |
| 2018-2019             | Stade brestois 29     | Ligue 2               | 1           | 0           | 0           | -               | -               | -               | 1                 | 0                 | 0                 | -                              | -                              | -                              | -                              | 2     | 0     | 0     |
| Sous-total            | Sous-total            | Sous-total            | 6           | 0           | 1           | -               | -               | -               | 1                 | 0                 | 0                 | -                              | -                              | -                              | -                              | 7     | 0     | 1     |
| 2018-2019             | Olympique lyonnais    | Ligue 1               | 1           | 0           | 0           | 1               | 0               | 0               | -                 | -                 | -                 | C1                             | -                              | -                              | -                              | 2     | 0     | 0     |
| 2021-2022             | Olympique lyonnais    | Ligue 1               | -           | -           | -           | -               | -               | -               | -                 | -                 | -                 | C3                             | -                              | -                              | -                              | 0     | 0     | 0     |
| Sous-total            | Sous-total            | Sous-total            | 1           | 0           | 0           | 1               | 0               | 0               | -                 | -                 | -                 | -                              | -                              | -                              | -                              | 2     | 0     | 0     |
| 2019-2020             | ESTAC Troyes (prêt)   | Ligue 2               | 19          | 4           | 0           | -               | -               | -               | -                 | -                 | -                 | -                              | -                              | -                              | -                              | 19    | 4     | 0     |
| 2020-2021             | ESTAC Troyes (prêt)   | Ligue 2               | 12          | 3           | 0           | 1               | 0               | 0               | -                 | -                 | -                 | -                              | -                              | -                              | -                              | 13    | 3     | 0     |
| Sous-total            | Sous-total            | Sous-total            | 31          | 7           | 0           | 1               | 0               | 0               | -                 | -                 | -                 | -                              | -                              | -                              | -                              | 32    | 7     | 0     |
| 2022-2023             | AS Saint-Étienne      | Ligue 2               | 21          | 1           | 1           | 1               | 0               | 0               | -                 | -                 | -                 | -                              | -                              | -                              | -                              | 22    | 1     | 1     |
| Sous-total            | Sous-total            | Sous-total            | 21          | 1           | 1           | 1               | 0               | 0               | -                 | -                 | -                 | -                              | -                              | -                              | -                              | 22    | 1     | 1     |
| 2023-2024             | LASK                  | Bundesliga            | 21          | 0           | 1           | 2               | 0               | 0               | -                 | -                 | -                 | C3                             | 1                              | 0                              | 0                              | 24    | 0     | 1     |
| 2024-2025             | LASK                  | Bundesliga            | 6           | 0           | 2           | 1               | 0               | 0               | -                 | -                 | -                 | C3                             | 2                              | 0                              | 0                              | 9     | 0     | 2     |
| Total sur la carrière | Total sur la carrière | Total sur la carrière | 81          | 8           | 3           | 6               | 0               | 0               | 1                 | 0                 | 0                 | -                              | 3                              | 0                              | 0                              | 91    | 8     | 3     |

## Palmarès

### En club
ESTAC Troyes
- Champion de France de Ligue 2 en 2021.